# Hiroyasu Kawakatsu
Hiroyasu Kawakatsu (jap. 川勝 博康 Kawakatsu Hiroyasu; ur. 19 września 1975) – japoński piłkarz występujący na pozycji napastnika.

## Kariera klubowa
Od 1998 do 2000 roku występował w klubie Kyoto Purple Sanga.